# Wyandotte
Die Wyandotten sind eine Hühnerrasse und stammen aus den USA. Der Name der Rasse wird vom Indianerstamm der Huronen abgeleitet, die sich selbst als Wyandotte bezeichnen.
Der erste Farbenschlag waren die silber-schwarzgesäumten Wyandotten, ihnen folgten ca. 30 weitere Farbenschläge. Das Gewicht des Hahnes liegt bei 3,4–3,8 kg und das der Henne beträgt 2,5–3,0 kg.
Wyandotten legen 180 Eier mit ca. 55 g, die aber je nach Farbenschlag noch variieren. Genauso verhält es sich mit der Eierschalenfarbe, die je nach Farbe der Henne von Gelb bis Dunkelbraun reicht.
Die Rasse war früher stark verbreitet. Heute werden von Rassegeflügelzüchtern bevorzugt die zahlreichen Farbenschläge der Zwerg-Wyandotten gezüchtet.

## Geschichte
Als Startjahr für die Erzüchtung der Wyandotten gilt das Jahr 1865. An dem Projekt waren die Züchter John Ray, H.M. Doubleday und Frederick Houdlette sowie die Herren Baker und Benson beteiligt – letztlich gelang der Durchbruch aber L. Whittaker. Bis zur Anerkennung in den USA dauerte es bis 1883 (Farbenschlag: „silber-schwarzgesäumt“). In den Jahren 1894 und 1902 folgten die Farbenschläge „rebhuhnfarbig“  und „silberfarbig-gebändert“. Der Name geht auf einen Vorschlag des Züchters Frederick A. Houdlette, Boston/USA, zurück. Wyandotte ist dabei die Eigenbezeichnung des Indianerstammes der Huronen, ein Zusammenhang ist aber nicht gesichert. Zunächst war die Rasse unter dem Namen Amerikanische Sebright oder Sebright-Cochin bekannt.
Ebenfalls im Jahr 1883 gelangten die ersten Tiere nach Deutschland.

## Galerie

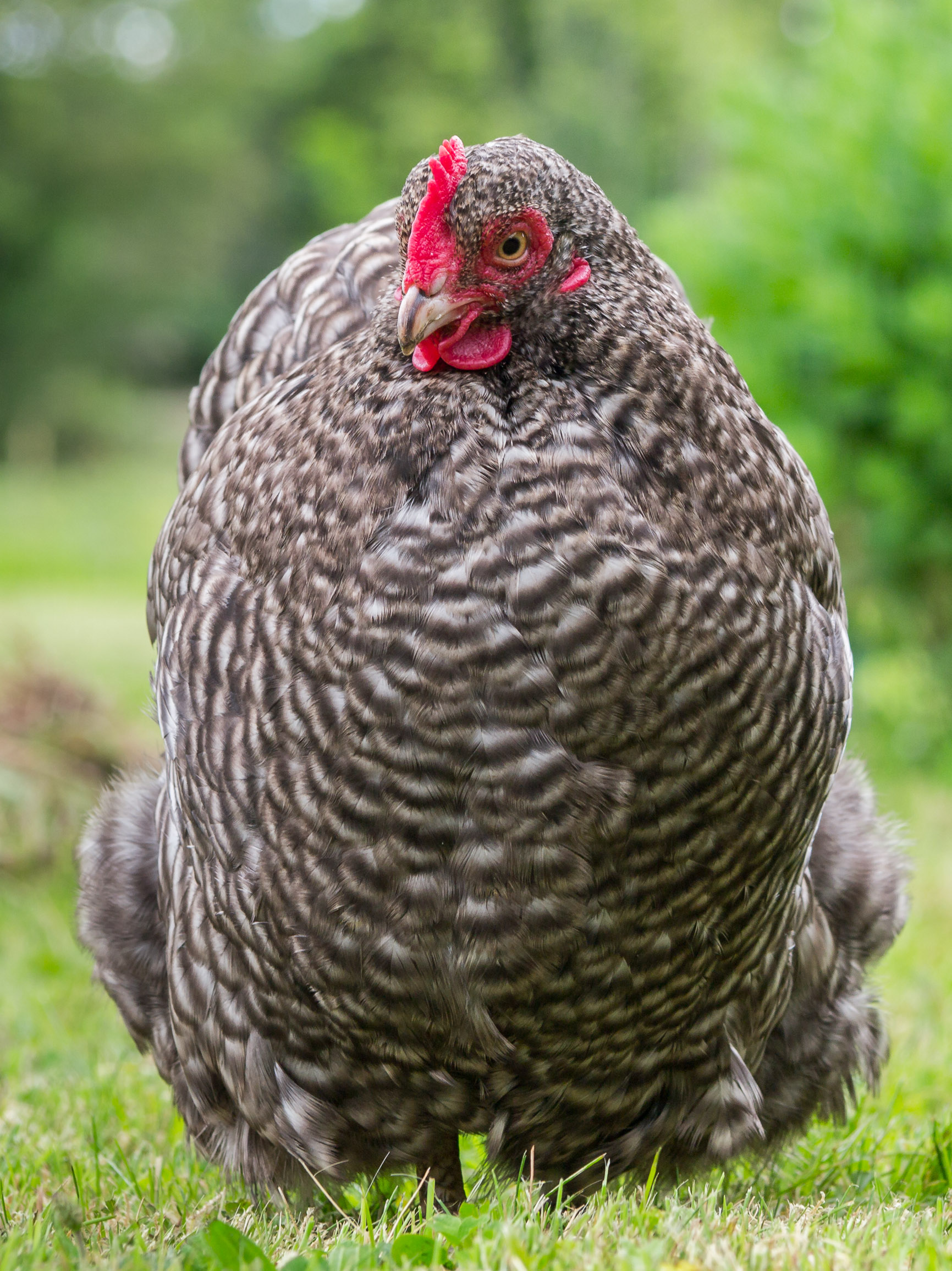
Gesperberte Henne
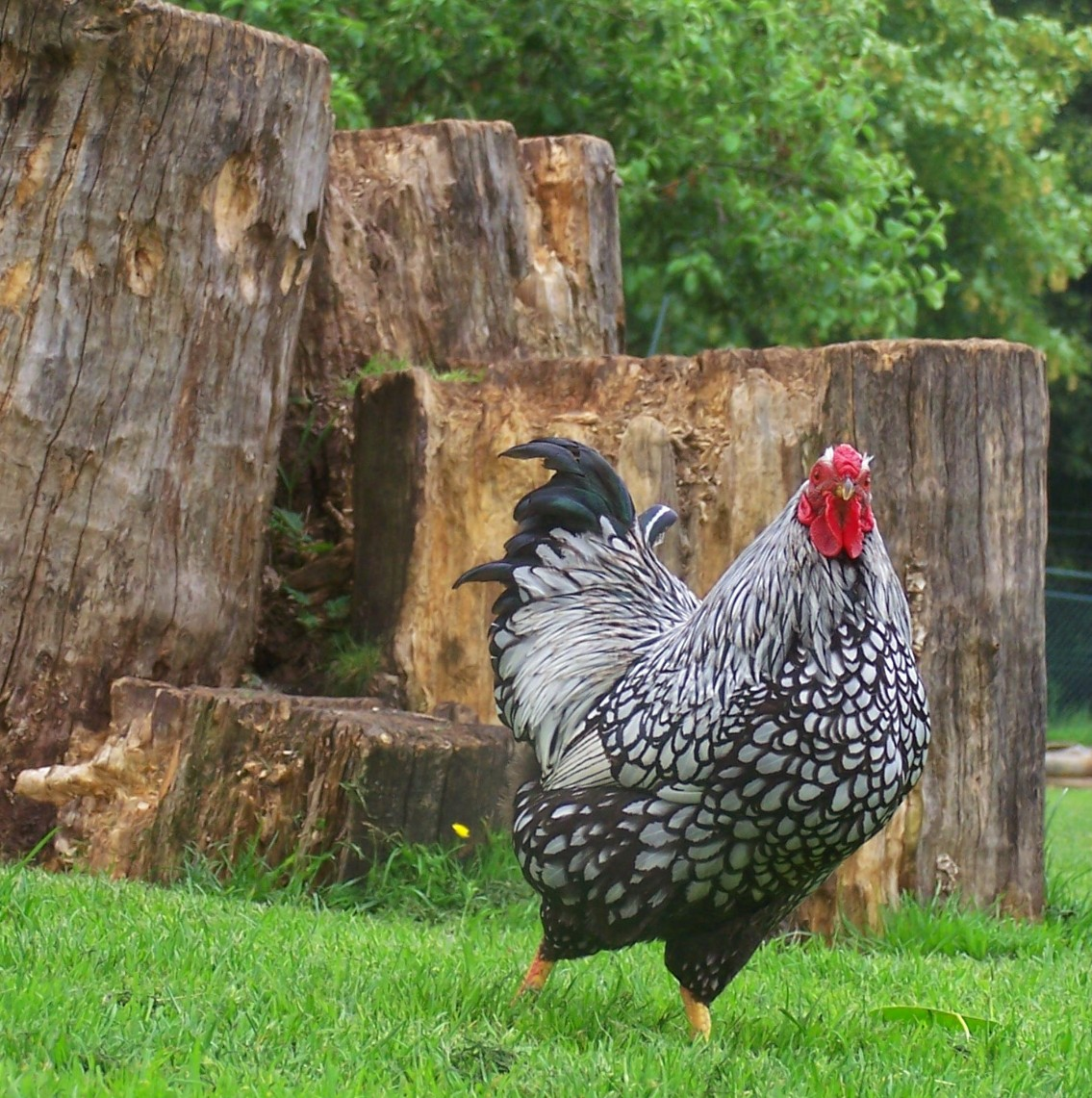
Silber-schwarz gesäumter Hahn
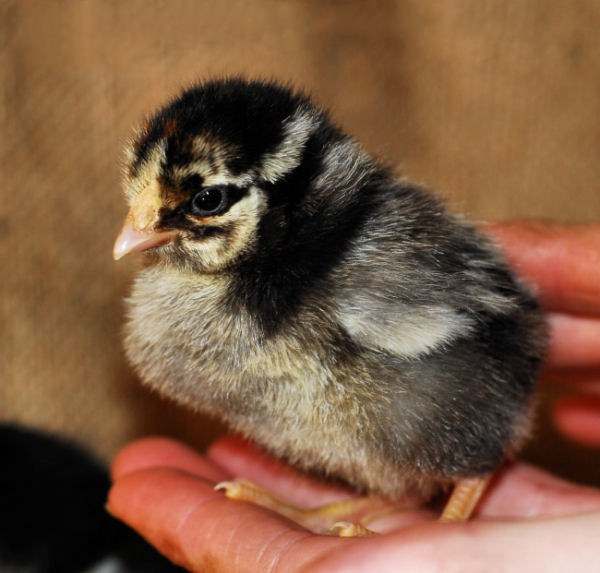
Küken silber-schwarz gesäumter Wyandotten
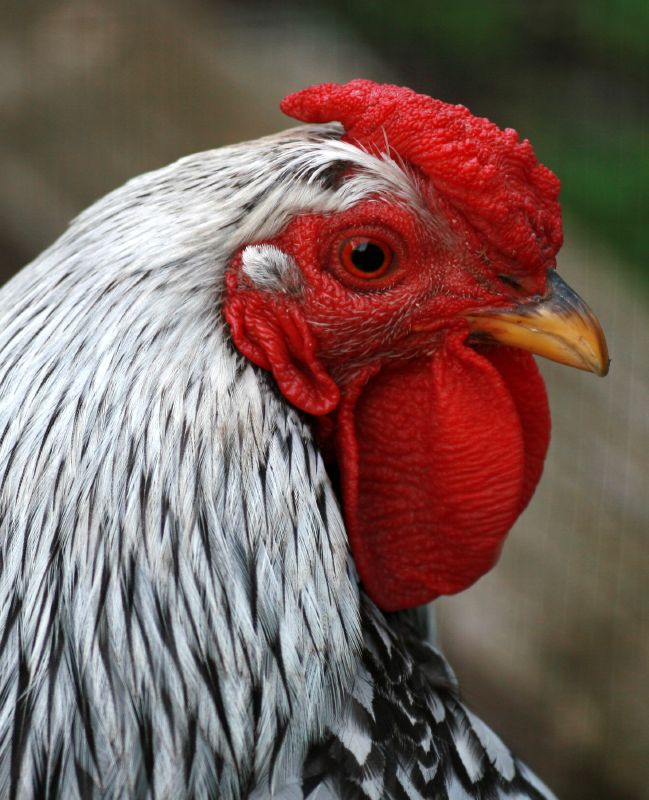
Kopfstudie des Hahnes mit Rosenkamm
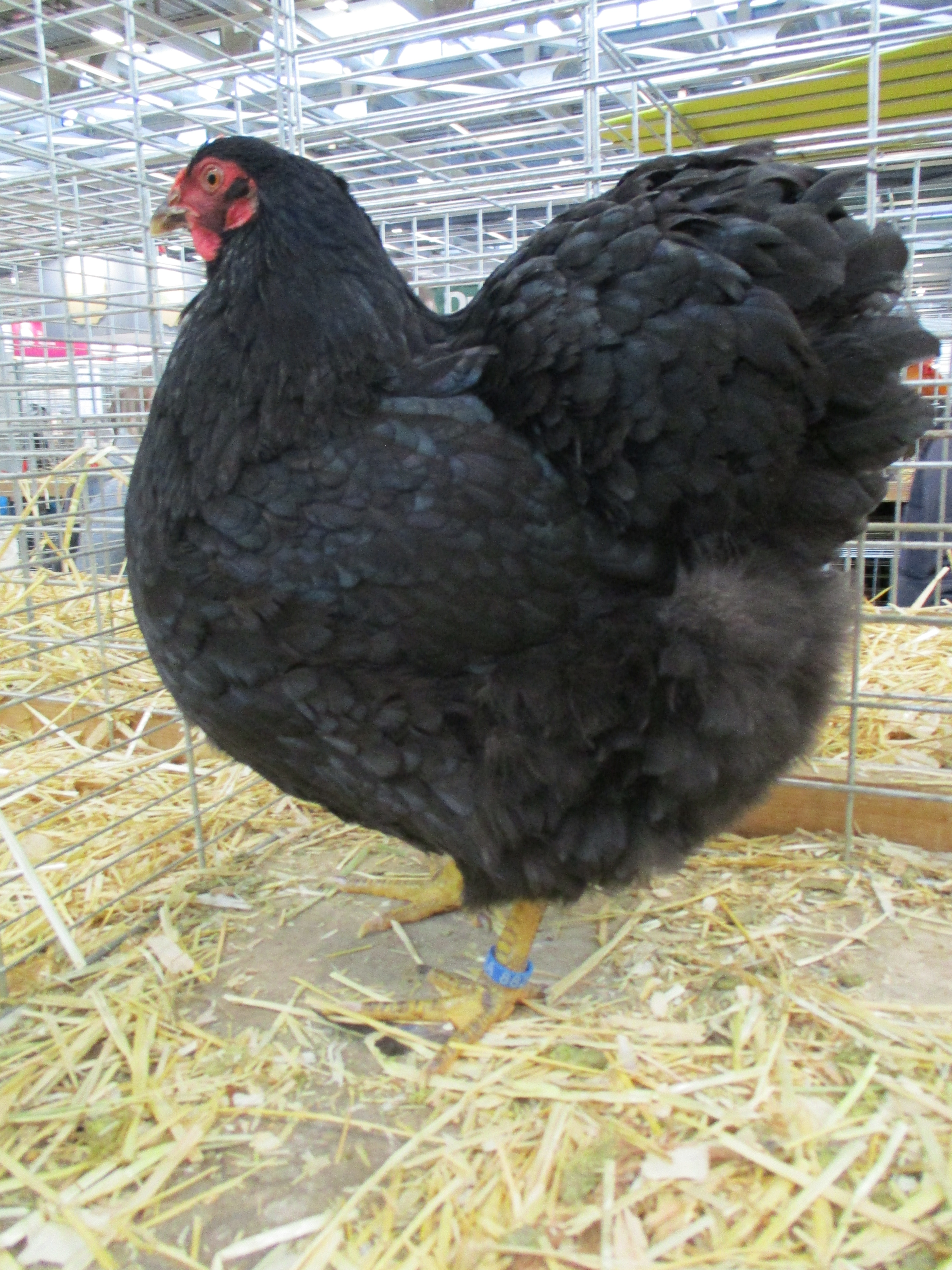
Schwarze Henne